# Puntilla-Kammratte
Die Puntilla-Kammratte (Ctenomys coludo) ist ein kaum erforschtes Nagetier aus der Familie der Kammratten (Ctenomyidae). Sie kommt im nordwestlichen Argentinien vor.

## Merkmale
Die Größen- und Merkmalsangaben sind nur vom Holotypus, einem Männchen, dokumentiert. Die Gesamtlänge beträgt 302 mm und die Schwanzlänge 97 mm. Über das Gewicht liegen keine spezifischen Daten vor. Die Puntilla-Kammratte ist eine relativ große Art, die durch ihr einfarbig hell fahl rostbraunes Fell, den langen Schwanz, den schmalen Schädel und die große Paukenblase gekennzeichnet ist. Die Foch-Kammratte (Ctenomys fochi) und die Catamarca-Kammratte (Ctenomys knighti), die der Puntilla-Kammratte geografisch nahe stehen, haben ein viel dunkleres Fell, einen kürzeren Schwanz, größere Zähne und eine breitere Stirnregion.

## Systematik
Die Puntilla-Kammratte wurde 1920 von Oldfield Thomas als eigenständige Art beschrieben. 1961 wurde sie von Ángel Cabrera Latorre als Unterart Ctenomys fulvus coludo der Langschwanzkammratte (Ctenomys fulvus) klassifiziert.
Nachdem Julio Rafael Contreras, Virgilio Germán Roig und Cristina Maria Suzarte im Jahr 1977 sowie Carlos A. Galliari, Ulyses F. J. Pardiñas und Francisco Goin im Jahr 1996  darauf hinwiesen, dass beide Taxa aufgrund von fehlenden Informationen synonymisiert wurden, erhielt die Puntilla-Kammratte im Jahr 2005 in der dritten Auflage von Mammal Species of the World erneut Artstatus. Wahrscheinlich gehört die Puntilla-Kammratte in die verwandtschaftliche Nähe der mendocinus-Artengruppe innerhalb der Gattung.

## Verbreitungsgebiet
Die Terra typica befindet sich in der hügeligen Region La Puntilla in der Nähe der Stadt Tinogasta in der Provinz Catamarca im Nordwesten von Argentinien. Fundorte in anderen Gebieten sind nicht bekannt.

## Lebensraum und Lebensweise
Die Puntilla-Kammratte bewohnt die Ökoregion Chaco húmedo (Feuchter Gran Chaco) in Höhenlagen von 1000 m. Ihre Lebensweise ist nicht studiert.

## Gefährdung und Schutz
Die Puntilla-Kammratte ist nur von acht Exemplaren (sechs Männchen und zwei Weibchen) bekannt, die Emilio Budin, ein argentinischer Tierfänger, der im Auftrag von Oldfield Thomas arbeitete, im Januar 1920 gesammelt hatte. Über den Populationstatus dieser Art ist nichts bekannt. Die IUCN klassifiziert sie in die Kategorie „unzureichende Datenlage“ (data deficient).